# Большая Таяба
Больша́я Таяба́ (чув. Аслă Таяпа) — село в Чувашии, административный центр Большетаябинского сельского поселения.

## География
Расположено в северной части района по обоим берегам реки Таябинки (чув. Тайпике), впадающей в Малую Булу. Окрестности сильно изрезаны оврагами, в 2 км от Большой Таябы — смешанный лес площадью 90 га. На территории села 2 озера, на оврагах — 8 плотин.
Расположено в 15 км от районного центра, 86 км — от ж/д станции Канаш, 170 км — от г. Чебоксары.

## История
В середине XVII века была открыта церковь, в середине XVIII века — сельское училище, закрытое в 1861 году (по рукописи И. Я. Зайцева, документально не подтверждено). По архивным данным, первая церковь — церковь Покрова Пресвятой Богородицы и Святого Николая Чудотворца открыта в 1775 году.
Земское училище открыто в 1886 году. Учителя: Иван Яковлевич Зайцев (1889-1897) - крестьянин из деревни Булаево; 1900 г. - Андрей Григорьев из деревни Верхне-Аньчиково Чебоксарского уезда (информация из метрических книг). 
Данные Наркомпрос Чув АССР: Большетоябинская неполная средняя школа основана в 1889 г. Преподавание ведётся на чувашском языке, район обслуживания - село Большая Тояба, д. Ново Байдеряково, д. Петровка, д. Ново Тоскаево, д. Н.П. Тояба. Общая площадь школьной территории на 1939 год - 1 га. Б.Тояба земская почтовая станция — 1889 г.
В годы Великой Отечественной войны на фронт мобилизовано 393 уроженца с. Большая Таяба, из них погибло 203 человек.

## Население
| 2004 | 2007 | 2010 | 2012 |
| ---- | ---- | ---- | ---- |
| 848  | ↘727 | ↘686 | ↗849 |

## Известные уроженцы, жители
Архангельская, Людмила Михайловна — врач-офтальмолог, организатор здравоохранения. Заслуженный врач РСФСР.

## Инфраструктура
Имеются средняя школа, ветеринарный участок, отделение врача общей семейной практики, магазины, дом культуры, сельская библиотека, почтовое отделение.
Село радиофицировано в 1958 году, электрифицировано в 1967 году, газифицировано в 2004 году. Проведен водопровод.

## Религия
С 2004 года открыта православная церковь Покрова Пресвятой Богородицы.

## Достопримечательности
Из селения Большая Таяба в сторону города Буинск шла насыпь (вал). Предположительно она была построена во времена расцвета Волжской Булгарии (XI в), от Буинска соединялась с дорогой на Тетюши и Г.Булгар. Остатки земляной насыпи (вала) сохранились в окрестностях Большой Таябы ещё в XVIII в.
К 1000-летию Большетаябинского Городища создан архитектурный комплекс, включающий родник, часть крепостной стены с воротами, памятный столб.